# Arlequin et Colombine
Arlequin et Colombine est une huile sur bois de 32,4 × 23,2 cm peinte par Edgar Degas entre 1886 et 1890 et conservée au musée d'Orsay à Paris. Elle s'inscrit dans le thème de l'Arlequin développé par Degas entre 1884 et 1890 à partir du ballet d'action Les Jumeaux de Bergame.

## Description
Arlequin et Colombine est le portrait en pied d'un homme et d'une femme, sur fond de paysage montagneux aux horizons lointains et brumeux. Ils sont représentés en entier, se regardant tous les deux, dans un jeu de courtisanerie. Cette attitude servile par laquelle le personnage jeune homme cherche à flatter la jeune femme fait écho à la naissance du Romantisme au XIXe siècle. L'expression des sentiments et la recherche du pittoresque sont de mise dans cette scène.

## Articles connexes

Edgar Degas, Étude pour une danseuse en Arlequin, bronze (musée d'Orsay, 1884-1885)
Edgar Degas, Arlequin (Degas, Valpinçon), pastel (Collection Hart, 1884-1885)
Edgar Degas, Arlequin (Degas, Chicago), pastel (Art Institute of Chicago, 1884-1885)
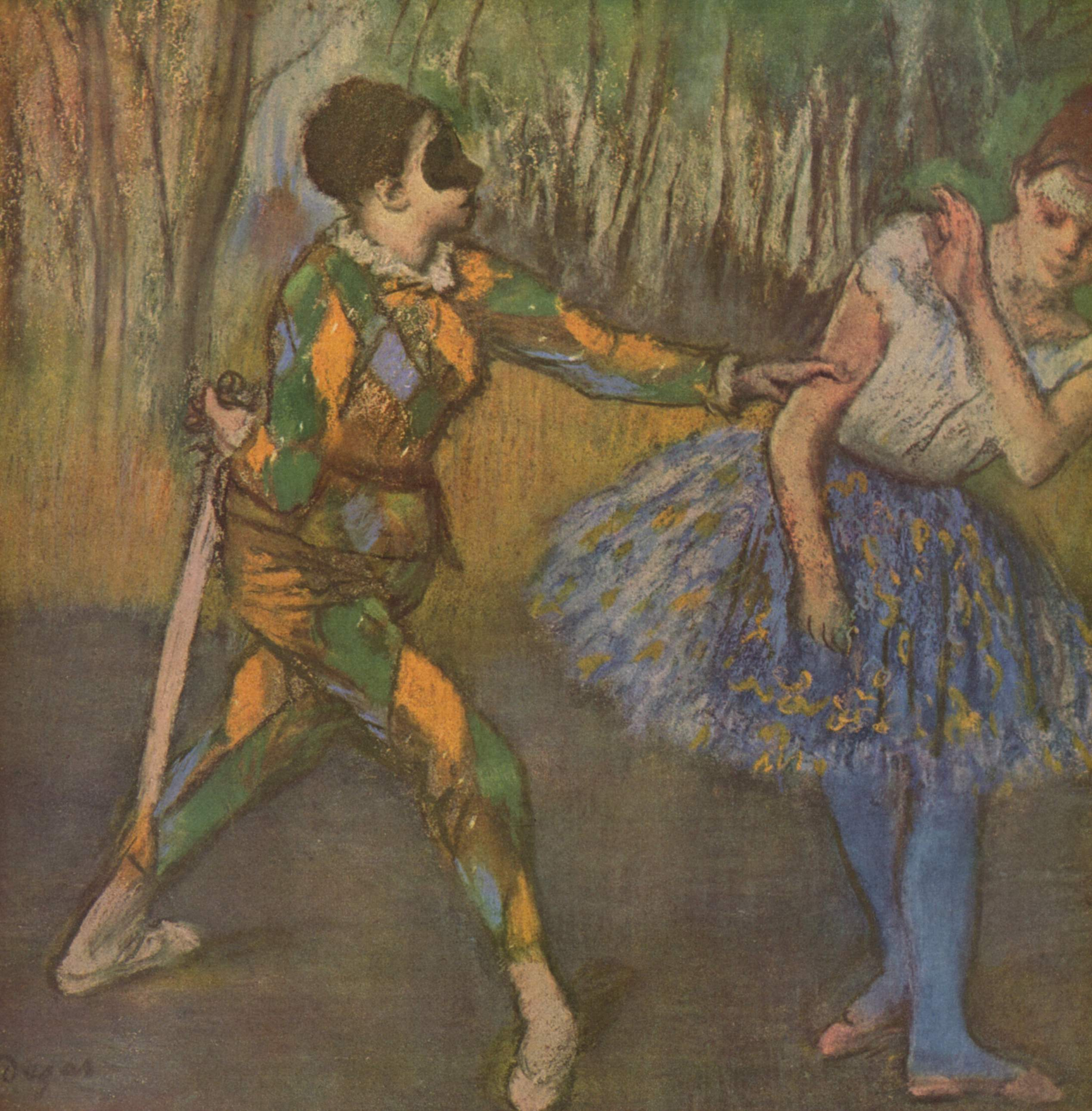
Edgar Degas, Arlequin et Colombine, pastel (Galerie autrichienne du Belvédère, vers 1884)
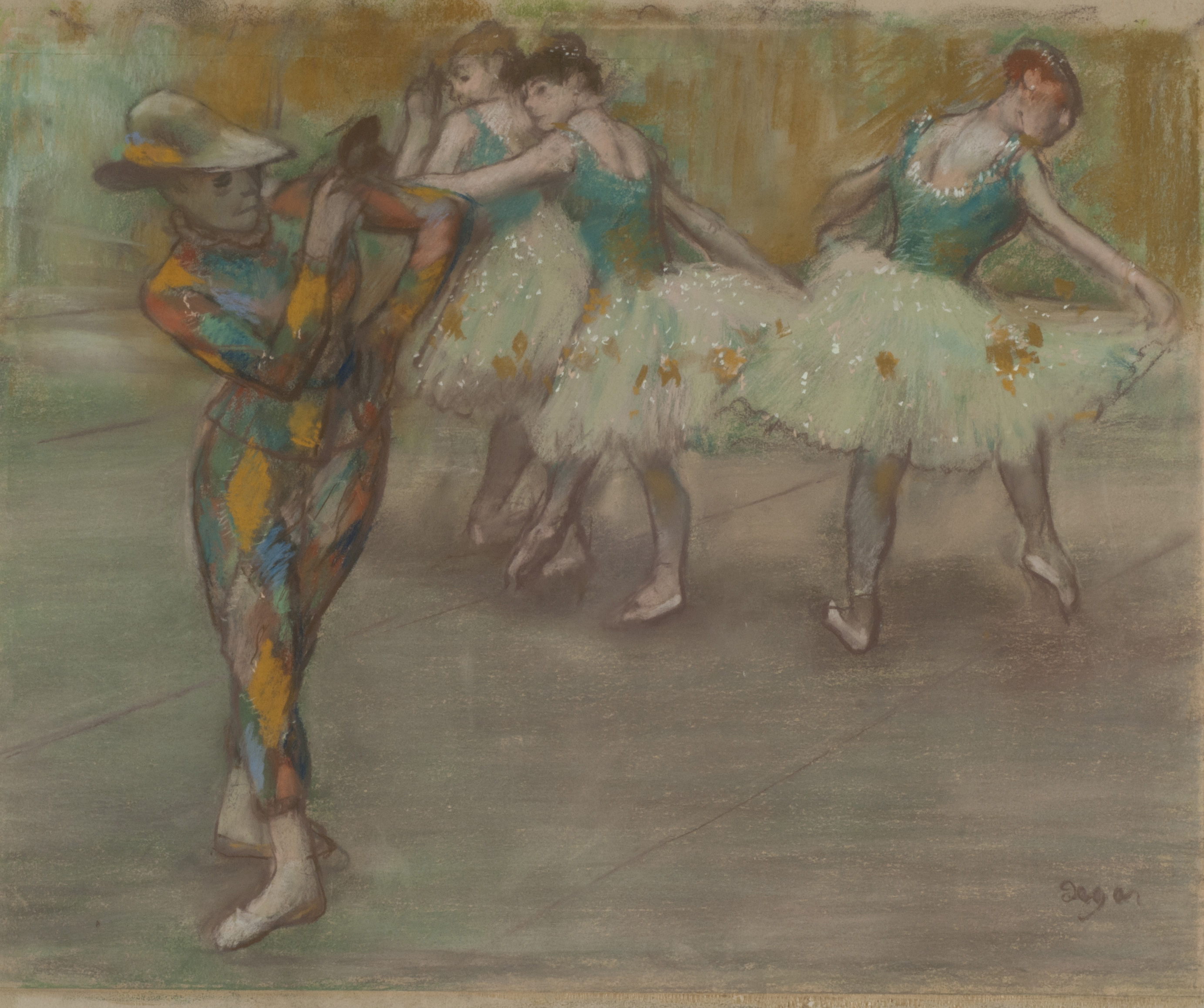
Edgar Degas, La Danse d'Arlequin, pastel (musée national des beaux-arts d'Argentine, vers 1890)